# Краб-привид
Краб-привид (Ocypode) — рід узбережних крабів родини Ocypodidae

## Опис
Забарвлення: жовто-коричневе, чудово маскує тварину на піску. Розмір карапаксу: ширина — 5 см, довжина — 4 см.
Щоб сховатися від ворогів, краб-привид використовує захисне забарвлення, гострий зір та швидкі ноги. На своїх дуже довгих ногах краб-привид здатний розвинути значну швидкість. Очі — складні, тварина бачить мозаїчно. Очі на стеблинках. Вони можуть повертатися в різні боки, тому забезпечують широке поле огляду. 
Карапакс вкриває голову та груди. Він плоский і короткий. На поверхні карапаксу є колючки, що мають захисне значення.
Жвали дуже могутні. Служать для перетирання і розривання їжі. Передні щелепи маленькі. На задніх щелепах є лопаті, за допомогою яких краб-привид міняє воду в зябровій порожнині. 
Клешні є тільки на першій парі ходильних ніг. 3 їх допомогою краб хапає здобич та підносить її до рота.
Ноги відносно довгі, складаються з 5 сегментів. Краб пересувається боком; він послідовно згинає і розгинає грудні ноги, при цьому ліва і права ноги однієї пари не задіюються одночасно. Краб-привид швидко бігає на своїх витягнутих ногах.

## Спосіб життя
Одинак; живе в зоні припливів та відпливів, ховається серед каменів; з укриття виходить під час відпливу, робить це також і вдень. 
Живиться падаллю і дрібними тваринами. Краб-привид неймовірно рухливий: можливо, це найшвидший спринтер серед усіх крабів. Його карапакс дивовижно легкий, що також полегшує крабові пересування по суші. Краб-привид може бігти зі швидкістю до двох метрів за секунду, що допомагає тварині сховатися від хижака. Крім того, він є володарем чудово розвиненого зору. Краби-привиди найчастіше є активними в сутінках, коли сідає або встає сонце, нерідко вони з'являються на узбережжі також і вдень.
Якщо в тропічних районах увечері поволі прибувають води припливу, сотні крабів тікають від них, ховаючись в укриття, при цьому вони раз у раз обертаються, намагаючись оцінити небезпеку. Краби-привиди — це сухопутні жителі. Вони тримаються у воді тільки на стадії личинкового розвитку. Поступово личинка виростає, перетворюється на дорослого краба, який назавжди прощається з водою. Якщо дорослий краб потрапить у воду, він невдовзі загине. Хоча ці тварини повинні б дихати розчиненим у воді киснем і вдихати за допомогою зябер, краби можуть дихати і на суші, оскільки зберігають насичену киснем воду в зябрових порожнинах. Коли запаси кисню будуть вичерпані, краб зможе поповнити їх за рахунок атмосферного повітря. Незважаючи на те, що для цих крабів вода становить небезпеку, вони не відходять далеко від припливно-відпливної зони, оскільки знаходять тут достатню кількість їжі.

## Живлення
Води припливу виносять на берег трупи багатьох загиблих морських тварин — зазвичай медузи, хоча можуть бути навіть і мертві кити. Тварини, які харчуються мертвечиною, а серед них і краби-привиди, чекають на приплив, щоб поласувати викинутою на берег хвилями поживою. Морські узбережжя, на яких трапляється велика кількість їжі, мешкає безліч крабів. Вони щільно обступають трупи великих тварин і виривають шматочки м'яса своїми надзвичайно міцними клішнями. Могутні жвала крабів служать для перетирання і розривання їжі. Ці краби харчуються здебільшого чином мертвечиною. Вони, як і деякі птахи (стерв'ятники) або ссавці (гієни), виконують функцію санітарів, поїдаючи останки тварин, що розкладаються. 
Краби-привиди харчуються також черепашачими яйцями і черепашками, які щойно вилупилися з яєць. Краби-привиди дуже часто стають здобиччю птахів, наприклад, мартинів або фрегатів, і ссавців — ракунів та видр. 

## Розмноження
Статеве дозрівання з 1-2 років. Період розмноження — увесь рік, якщо погодні умови сприятливі. Кількість яєць — приблизно декілька сотень. Інкубація — 10 днів.
У самців крабів-привидів виробився власний спосіб сватання. Так, інші види крабів, прагнучи справити враження на самку, демонструють свою силу, для чого вони вступають у двобій. 
Краб-привид звертає на себе увагу самки завдяки своєму вмінню рити пісок. Він викопує ямку, складаючи непотрібний пісок горою. Це необхідно не стільки для залучення самки, а для того, щоб дати знак суперникам і заявити про те, що ця ділянка вже зайнята. Після спаровування самка відкладає яйця в морі. Через 10 днів з яєць вилуплюються личинки, які спочатку переносяться водами разом з планктоном. Личинки харчуються дрібними тваринами і рослинними організмами. Поступово їхні розміри збільшуються, у них розвиваються очі і з'являється карапакс. 

## Маскування
Захисне забарвлення краба-привида чудово маскує його на тлі піску. Проте не тільки і його забарвлення допомагає крабові-привидові розчинитися на піщаному фоні. Маскувальна дія посилюється ще й тим, що краб-привид так притискається до землі, що практично не відкидає тіні. Все своє життя краб-привид проводить на суші, тому йому так важливо залишатися непоміченим на тлі піску. Завдяки пісочному кольору тварина зовсім непомітна на березі; контури його тіла немов розчиняються, помітити його важко. Краби-привиди добре пристосовані до життя на суші. Вони чудово бігають на своїх довгих ногах, тому можуть переслідувати здобич, наприклад, дрібних пташок. 

## Поширення
Краби-привиди — одні з найпоширеніших мешканців узбережжя. Вони зустрічаються в тропічних і субтропічних районах. Один вид, що належить до цього роду, живе в Середземному морі.

## Збереження
Люди руйнують житла крабів-привидів, крім того, великою небезпекою для них є забруднення морів.

## Цікаво
- Краб-привид, потираючи ногами одна об одну, створює дуже гучні звуки. Ці звуки можна почути навіть на відстані 10-15 метрів. Вважається, що з допомогою цих звуків краби підтримують між собою контакт.
- Краби живуть виключно на суші. Якщо вони потрапляють у воду, то незабаром гинуть. Під час припливу краб-привид переховується в надійному притулку і закупорює вхід у нього піском. Завдяки цьому у його схованку не потрапляє вода і тварина має в розпорядженні необхідну кількість кисню.
- Очі цих тварин посаджені на незвичайно довгих очних стеблинках. Очі мають складну будову, завдяки чому краб-привид здатний здалека побачити свою потенційну здобич.

## Види
Рід складає 26 сучасних видів:
- Ocypode africana De Man, 1881

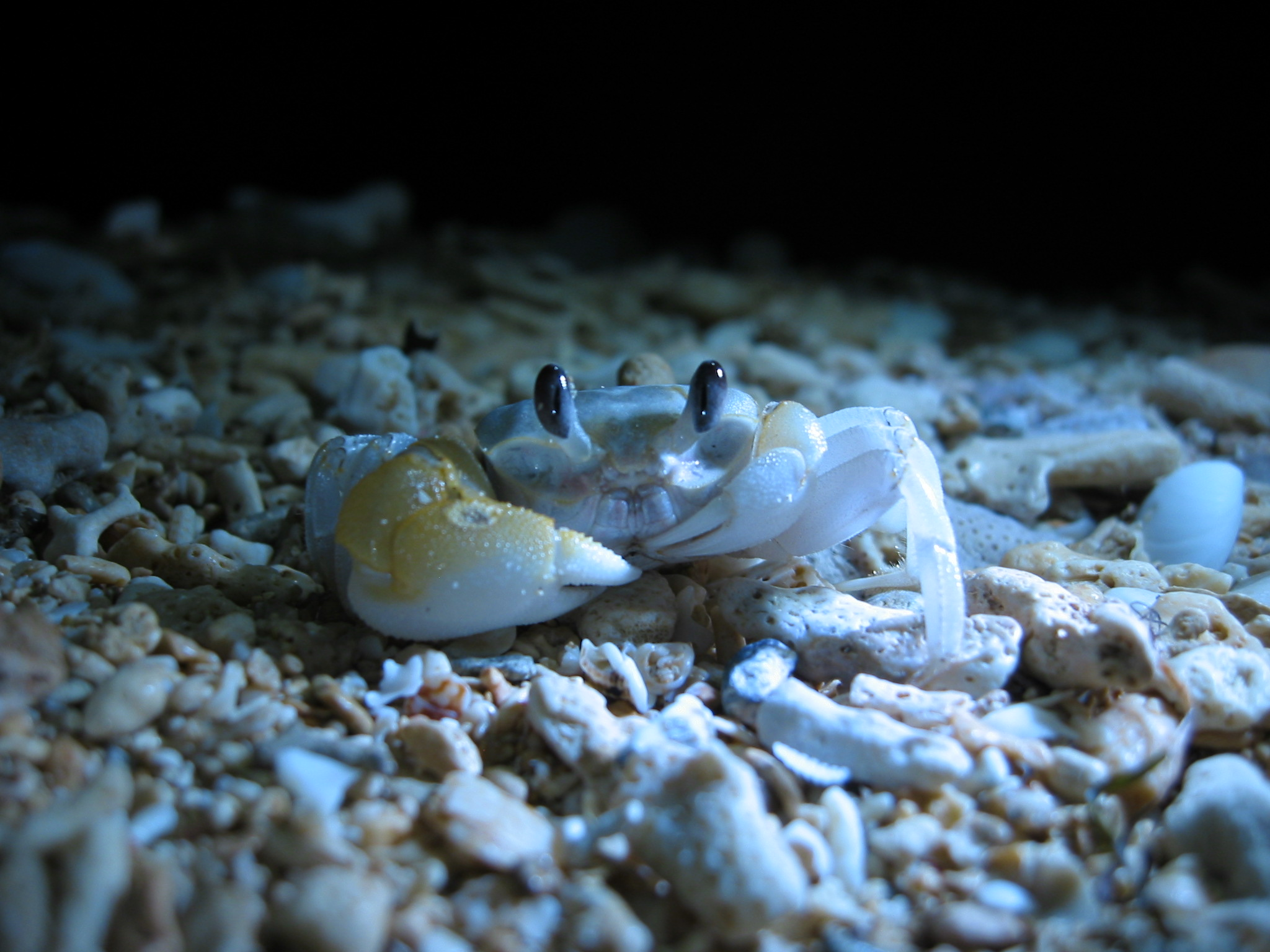
Ocypode cordimanus.

- Ocypode brevicornis H. Milne-Edwards, 1837
- Ocypode ceratophthalmus (Pallas, 1772)
- Ocypode convexa Quoy & Gaimard, 1824
- Ocypode cordimanus Latreille, 1818
- Ocypode cursor (Linnaeus, 1758)
- Ocypode fabricii H. Milne-Edwards, 1837
- Ocypode gaudichaudii H. Mile-Edwards & Lucas, 1843
- Ocypode jousseaumei (Nobili, 1905)
- Ocypode kuhlii De Haan, 1835
- Ocypode longicornuta Dana, 1852
- Ocypode macrocera H. Milne-Edwards, 1852
- Ocypode madagascariensis Crosnier, 1965
- Ocypode mortoni George, 1982
- Ocypode nobili De Man, 1902
- Ocypode occidentalis Stimpson, 1860
- Ocypode pallidula Jacquinot, 1846
- Ocypode pauliani Crosnier, 1965
- Ocypode platytarsis H. Milne-Edwards, 1852
- Ocypode pygoides Ortmann, 1894
- Ocypode quadrata (Fabricius, 1787)
- Ocypode rotundata Miers, 1882
- Ocypode ryderi Kingsley, 1880
- Ocypode saratan (Forskål, 1775)
- Ocypode sinensis Dai, Song & Yang, 1985
- Ocypode stimpsoni Ortmann, 1897

## Ресурси Інтернету
Вікісховище має мультимедійні дані за темою: Краб-привид
- Dennis DiClaudio (8 вересня 2003). The Nature of the Carolina Ghost Crab. Yankee Pot Roast. Архів оригіналу за 25 червня 2012. Процитовано 30 січня 2013.